# 休聞抄
『休聞抄』（きゅうもんしょう）とは、『源氏物語』の注釈書。

## 概要
室町時代の連歌師里村昌休（俗名は弥次郎尭景、号は指雪斎、1510年（永正7年） - （天文21年11月5日（1552年11月20日）） の作。『休聞抄』という書名は「昌休の聞書」を意味すると考えられており、『源氏物語聞書』と題した伝本も存在している。この『休聞抄』には宗牧の説の引用が多く、里村昌休が宗牧に多くを学んだことが推察されるものとなっている。本書の内容は、連歌師による注釈書として、「歌作に役立つこと」を強く意識したものとなっている。

## 本文
本書の本文は大きく成立当初の形態を残すとされる陽明文庫本系と整理増補された内容を持つとされる内閣文庫本系とに分かれる。
- 陽明文庫本系
  - 陽明文庫本
  - 尊経閣文庫本
- 内閣文庫本系
  - 内閣文庫本
  - 京都大学図書館本
  - 龍谷大学図書館本
  - 松平文庫本
  - 天理大学図書館本

## 翻刻
- 里村昌休, 井爪康之『休聞抄』第22巻、おうふう〈源氏物語古注集成〉、1995年。ISBN 4273028239。 NCID BN12501439。
- 『正宗敦夫収集善本叢書』武蔵野書院、2010年。 NCID BB01331762。
ノートルダム清心女子大学蔵の複製